# Xilitla (kommun)
Xilitla är en kommun i Mexiko.   Den ligger i delstaten San Luis Potosí, i den centrala delen av landet, 220 km norr om huvudstaden Mexico City.
Följande samhällen finns i Xilitla:
- Xilitla
- Iztacapa
- Zapuyo
- La Herradura
- Pemoxco
- Nuevo Miramar
- Peña Blanca
- San Antonio Huitzquilico
- Apetzco
- Potrerillos
- Pilateno
- Uxtuapan
- El Cañón
- Tlacuapa
- Cuartillo Nuevo
- Soledad de Zaragoza
- Pitzóatl
- Manteyo
- Barrio de Cristo Rey
- Rancho Nuevo
- Petatillo
- Tlahuilapa
- Chichimixtitla
- Puerto Encinal
- Temascales
- La Tinaja
- La Pagua
- La Joya
- Cafetales
- Ollita del Pino
- Poxtla
- Puerto de Belén
- Buenavista
- La Escalera
- Moloxco
- Las Crucitas
- La Conchita
- Ixtacamel Buenos Aires
- La Tinaja
- Xaltipa
- Plan de Juárez
- Miramar Viejo
- San Rafael
- Santa Anita
- Buenavista
- Arroyo Seco
- Las Tiendas
- El Granado
- Manteco
- San José
- La Silleta
- La Joya de Tlaletla
- Tlamimil
- El Corazón de María
- Tepetzintla
- Las Joyas
- Barrio San Isidro
- Tres Pozos
- El Mirador
- Cuáhuatl
- Amayo de Zaragoza
- Rincón la Joya
- Xiloxochico
- La Targea
- Paguayo
- Agua Fierro
- Otlaxhuayo
- Cerro Quebrado
- Suchiayo
- Barrio del Ajuate
- El Lagarto
- Los Otates
- La Cueva
- Agua Puerca
- Xocoyo
- El Mirador
- Cruztitla
- La Barranca
- Encinal Uno
- La Esperanza
- Villa de Guadalupe
- Uhaxuquito
- El Balcón
- Tlacuapa Primera Sección
- El Potrero
- Papatlal
- Puerto Tlaletla
- El Barrio
- La Laguna
- El Pino
- Las Palmas
- Agua de Cuayo